# Zangniang-Stupa und Sangzhou-Lamakloster

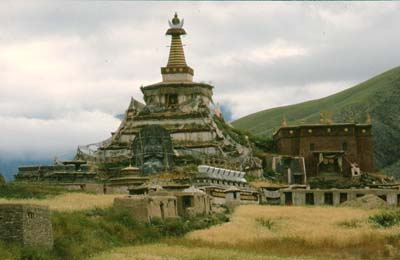
Zangniang-Stupa (Tsoniang Chörten)

Zangniang-Stupa und Sangzhou-Lamakloster bzw. Tsoniang Chörten und Samdrub-Kloster (藏娘佛塔及桑周寺,  Zàngniáng Fótǎ jí Sāngzhōu sì) liegen in der Stadt Yushu des Autonomen Bezirks Yushu der Tibeter in der nordwestchinesischen Provinz Qinghai, dort in der Gemeinde Zhoinmda (仲达乡) am südlichen Ufer des Flusses Tongtian He 通天河.
Bei dem zuerst genannten Bauwerk handelt es sich um einen 31 m hohen Chörten (Stupa) des tibetischen Buddhismus. Er wurde im 11. Jahrhundert in der Zeit der Nördlichen Song-Dynastie erbaut und ist das älteste buddhistische Bauwerk in Qinghai.
Zangniang-Stupa und Sangzhou-Lamakloster stehen zusammen seit 2001 auf der Liste der Denkmäler der Volksrepublik China (5-438).